# Айнулиндалэ
Айнули́ндалэ (кв. Ainulindalë [ˌaɪnuˈlindale]; «Музыка Айнур») — миф о сотворении мира в легендариуме Толкина, впервые опубликованный в «Сильмариллионе» (1977 год).
Является одним из центральных мифов в космологии вымышленного мира Толкина и повествует о том, как Айнур, ангелоподобные существа, посредством музыки создают материальную Вселенную (Эа), включая Арду. Музыкальную тему для Айнур задал Единый Бог Эру Илуватар. Некоторые Айнур решили войти в созданный материальный мир, став Валар и Майар.
Джон Р. Р. Толкин был английским писателем и филологом, специализирующимся в древнеанглийском языке, а также правоверным католиком; он провёл большую часть своей карьеры в качестве профессора Оксфордского университета. Толкин написал первую версию «Айнулиндалэ» с ноября 1919 по весну 1920 года и затем переписал в 1930 году. Эта версии истории была опубликована сыном Толкина Кристофером в первом томе «Книги утраченных сказаний» (1983 год).

## Сюжет
В «Айнулиндалэ» описано создание материальной вселенной Эа и Арды единым богом Эру Илуватаром. 
История начинается с того, что Эру создаёт Айнур и задаёт каждому из них музыкальную тему. Вначале Айнур исполняли свои музыкальные темы поодиночке или в группах, но когда согласие и гармония между ними выросли, Эру собрал всех Айнур и объявил им «великую тему», повелев им всем вместе воплотить её в Великую Музыку и позволив дополнять заданные темы «своими собственными помыслами и вариациями». Голоса Айнур сплелись в песнь, что заполнила «кущи Илуватара» и полилась дальше, заполнив Пустоту. 
Самым могущественным из Айнур был Мелькор, располагавший по воле Эру Илаватара величайшим знанием, превосходившим то, что было дано его собратьям. Он часто странствовал один в Пустоте, обуреваемый нетерпеливым желанием «дать Бытие собственным творениям». Увидев теперь возможность заявить о своих собственных помышлениях, Мелькор попытался вплести в Великую Музыку часть своих мыслей, желая «возвеличить славу и мощь назначенной ему роли», чем сразу же вызвал разлад.
Дважды Илуватар останавливал Великую Музыку и изменял основную тему, но всякий раз диссонанс, который вносил в неё Мелькор, лишь усиливался. На третий раз Илуватар в гневе заставил Музыку смолкнуть окончательно.
После этого Илуватар представил Айнур зримое, материальное воплощение исполненной ими Великой Музыки — сферу материального Мира, покоящуюся среди Пустоты. Перед Айнур развернулась и вся дальнейшая история этого Мира. Айнур впервые узрели предстоящий приход Детей Илуватара — эльфов и людей, но даже сейчас Илуватар не показал Айнур ни поздних эпох, ни конца Мира.
Многие из числа самых могущественных Айнур обратили все помыслы свои к представленной им тверди. Узрев, что Айнур страстно желают осуществления всего увиденного ими, Илуватар воззвал к ним и воскликнул: «Эа! Да будет так! И зажгу я в Пустоте Неугасимое Пламя, и возгорится оно в сердце Мира, и Будет Мир; и те из вас, кто пожелает, могут сойти туда». Так Эру создал материальную Вселенную (Эа) и Арду. Многие Айнур остались с Эру в Чертогах безвременья, но часть Айнур спустилась в созданный мир, став Валар, властелинами Арды.
Мир, однако, был ещё пуст и бесформен, и Валар лишь предстояло воплотить то, что они узрели в видении Илуватара. Великий труд этот длился бессчётные века, пока наконец в центре необъятных чертогов Эа не возникла та твердь, что была предназначена Детям Илуватара. В созидании мира главная роль пришлась на Манвэ, Улмо и Аулэ, но и Мелькор был в Арде с самого начала и вмешивался во все дела Валар, продвигая свои собственные замыслы. Пока Земля была ещё молода и объята пламенем, Мелькор возжелал полной власти над ней и объявил Арду своим королевством. Мелькору, однако, противостояли другие Валар. В битвах между ними Арда постепенно принимала форму и «застывала», готовясь к прибытию Детей Илуватара.

## Написание
Первая версия «Айнулиндалэ» была включена в «Книгу утраченных сказаний», написанную Толкином в 1910-е — 1920-е годы, но опубликованную только после его смерти под редакцией Кристофера Толкина (первые два тома «Истории Средиземья»). В письме Кристоферу Бретертону, датированном 16 июля 1964 года, Толкин сообщил, что написал первую версию «Айнулиндалэ» с ноября 1918 по весну 1920 года, во время работы над «Оксфордским словарём английского языка».
Первый черновик истории, написанный карандашом, не сильно отличается от опубликованной версии. Дальнейшие изменения включали добавление Манвэ и Аулэ. Рассказчиком в ранней версии истории является эльф Румиль из Тириона, а некоторые элементы повествования отличаются от более поздней версии, которая вошла в «Сильмариллион». Так, Мелькор был назван «Мэлько» (Melko), а Эру Илуватар рыдал перед тем, как начать третью тему. В конце повествования имелся фрагмент о Валар, который позднее был перемещён в отдельное повествование под названием «Валаквента».
Толкин переписал «Айнулиндалэ» в 1930-е годы, но большая часть истории осталась неизменной.
В 1946 году, при работе над романом «Властелин колец», Толкин написал новую версию истории, однако сохранилась только половина из порванных страниц черновика. Тогда его легендариум существенно изменился: по новой версии, Арда изначально была круглой, а не плоской, Солнце уже существовало к моменту создания мира, а Луна сформировалась в результате разрушений Мелькора. Миф о Светильниках и плоской земле был заброшен в пользу более реалистичного мифа о творении, соотносимого с научными данными. Впоследствии Толкин после переписки с читательницей, которая предпочла версию с «плоской» землёй, всё же отказался от идеи об изначально круглой Арде.
В 1948 году Толкин начал новую версию «Айнулиндалэ», убрав из ней упоминания Солнца и Луны. Согласно новой версии, Эру Илуватар создал мир после того, как закончилось видение Айнур. Новую версию создания мира поведал эльф Пенголод.

## Восприятие
Британский писатель Джозеф Пирс назвал «Айнулиндалэ» «самой важной частью „Сильмариллиона“» и добавил: «Миф о творении, возможно, самый важный и самый прекрасный из всех работ Толкина». Литературный критик Брайан Роузбери назвал «Айнулиндалэ» «уместно библейской» прозой. Несколько иезуитов похвалили историю; так, Джеймс Шалл заметил: «Я никогда не читал ничего более прекрасного, чем первая страница „Сильмариллиона“», а Роберт Марри заявил: «Во всей литературе, с момента создания священных книг человечества, очень сложно найти сопоставимую по красоте и силе воображения мифологическую историю».
В книге «Литература в жанре фэнтези: основная коллекция и справочник» сказано следующее: «Каждая часть [Сильмариллиона] извлекает выгоду из силы и смелости творческого гения Толкина и его блестящего стиля», а «Айнулиндалэ» характеризуется как произведение «со звуками органа». Теолог Ральф Вуд назвал «Айнулиндалэ» «одним из лучших и самых оригинальных произведений» Толкина. При этом стилистические различия данной истории и остальной части «Сильмариллиона» стали предметом дискуссий у критиков.

## Анализ
«Айнулиндалэ», написанная ещё в ранний период творчества Толкина, демонстрирует важность музыки в легендариуме Средиземья. Согласно Джону Гарднеру, «музыка является центральным символом и тотальным мифом „Сильмариллиона“, который становится взаимозаменяемым c символом света». Исследователь Толкина Верлин Флигер также подчёркивает важность «всепроникающих» тем «музыки» и «света» с самого начала творения мира Толкина.
«Музыка Айнур», представленная в «Книге утраченных сказаний», похожа на некоторые сюжеты из скандинавской мифологии. Как «Теогония» и «Видение Гюльви», данное произведение отвечает на вопросы космогонии. Стиль истории также походит на древнескандинавские тексты. Несмотря на различия в описании, Валар и Асы схожи в том, что и те, и другие представляют собой пантеон «богов», которые влияют на мир; Манвэ в этом контексте сравнивается с Одином.
Несмотря на заимствованные из скандинавской мифологии языческие элементы (к примеру, Айнур выполняют работу по созданию материального мира за Эру Илуватара), другие аспекты «Айнулиндалэ» отражают христианские убеждения Толкина, который был католиком. Его «предхристианский» миф о создании мира называют «Бытием Толкина». Согласно другому источнику, «библейские параллели, проявленные в предании „Айнулиндалэ“... являются неопровержимыми».
Исследователь Марджори Бернс, работавшая с разными версиями «Айнулиндалэ», полагает, что Толкин всё более «христианизировал» Валар и снижал влияние скандинавской мифологии в последующих версиях мифа. В своём мифе Толкин отразил глобальный взгляд на христианство, в котором добро и зло идут рука об руку, начиная с Книги Бытия. Как сказал Эльронд во «Властелине колец»: «Ничто не является злом с самого начала. Даже Саурон не был им». В «Айнулиндалэ» Эру Илуватар создаёт всё изначально «добрым», а зло появляется позже. Хотя зло привнесено в песнь Айнур гордостью Мелькора, Илуватар включает и его в свой «план» существования мира. Тема зла, которое является извращением добра, согласуется с христианской теологией, в которой идея доброго Бога сосуществует с возможностью зла в мире. Даже гордость Мелькора является частью воли Илуватара. Как сказал сам Эру: «невозможно сыграть тему,
которая не брала бы начала во мне, и никто не властен менять музыку вопреки мне»

## Наследие
Адам Клейн (Adam C. J. Klein) сочинил оперу Leithian, основанную на «Сильмариллионе», а Фрэнк Фелис (Frank Felice) сочинил версию «Айнулиндалэ» для симфонического оркестра.
Согласно Колину Дуриесу, «Айнулиндалэ» мог являться одним из источников вдохновения для Клайва Стейплза Льюиса: вымышленный мир Нарнии был создан песней.

### Первичные источники
- Tolkien, J. R. R. The Silmarillion / editor Christopher Tolkien. — Boston: Houghton Mifflin, 1977. — ISBN 978-0-395-25730-2.
- Tolkien, J. R. R. The Fellowship of the Ring. — London: George Allen & Unwin, 1954a.
- Carpenter, Humphrey. J. R. R. Tolkien: A Biography. — New York: Ballantine Books, 1977. — ISBN 978-0-04-928037-3.
- The Letters of J. R. R. Tolkien / editor Carpenter, Humphrey. — London: Allen & Unwin, 1981. — ISBN 0-04-826005-3.
- Tolkien, J. R. R. The Book of Lost Tales. — Allen & Unwin, 1984. — ISBN 978-0-395-35439-1.
- Tolkien, J. R. R. The Shaping of Middle-earth. — Houghton Mifflin, 1986. — ISBN 978-0-317-47339-1.
- Tolkien, J. R. R. The Lost Road and Other Writings. — Boston: Houghton Mifflin, 1987. — ISBN 978-0-395-45519-7.
- Tolkien, J. R. R. Morgoth's Ring. — HarperCollins, 2002. — ISBN 978-0-261-10300-9.

### Вторичные источники
- Agøy, Nils Ivar. Between Faith and Fiction. Tolkien and the Powers of His World. — Oslo, 1998. — ISBN 978-91-973500-0-6.
- Bramlett, Perry C. & Christopher, Joe R. I Am in Fact a Hobbit: An Introduction to the Life and Works of J. R. R. Tolkien. — Mercer University Press, 2007. — ISBN 978-0-86554-894-7.
- Chance, Jane. Tolkien the Medievalist. — Routledge, 2002. — ISBN 978-0-415-28944-3.
- Drout, Michael D.C. J. R. R. Tolkien Encyclopedia. — Routledge, 2007. — ISBN 978-0-415-96942-0. — doi:10.4324/9780203961513.
- Duriez, Colin. The J. R. R. Tolkien Handbook. — Baker Books, 1992. — ISBN 978-0-8010-3014-7.
- Eden, Bradford Lee. Middle-earth Minstrel: Essays on Music in Tolkien. — McFarland, 2010. — ISBN 978-0-7864-4814-2.
- Fisher, Jason. Tolkien and the Study of His Sources: Critical Essays. — McFarland, 2011. — ISBN 978-0-7864-6482-1.
- Flieger. Splintered Light: Logos and Language in Tolkien's World. — Wm. B. Eerdmans Publishing, 1983. — ISBN 978-0-802-81955-0.
- Flieger, Verlyn. Interrupted Music: The Making Of Tolkien's Mythology. — Kent State University Press, 2005. — ISBN 978-0-87338-824-5.
- Gardner. The World of Tolkien. — The New York Times Book Review, 1977.
- Gough, John (1999). Tolkien's Creation Myth in The Silmarillion—Northern or Not?. Children's Literature in Education. 30 (1): 1–8. doi:10.1023/A:1022476101121.
- Le Berre, Aline. From Prometheus to the steam engine Cosmogonies and myths through time and space. — Presses Universitaires de Limoges, 2004. — ISBN 978-2-84287-336-3.
- Pearce, Joseph. Tolkien: Man and Myth. — London: HarperCollins, 1998. — ISBN 978-0-00-274018-0.
- Rosebury, Brian. Tolkien: A Critical Assessment. — St. Martin's, 1992. — ISBN 978-0-333-53896-8.
- Tymm, Marshall B. & Zahorski, Kenneth J. & Boyer, Robert H. Fantasy Literature: A Core Collection and Reference Guide. — R. R. Bowker, 1979. — ISBN 978-0-8352-1153-6.
- Smith, Curtis C. Twentieth-century fiction writers. — St. James Press, 1986. — ISBN 978-0-912289-27-4.
- Vos, Holger. Die Weltdeutung im 'Silmarillion' von J. R. R. Tolkien. — Grin Verlag, 2011. — ISBN 978-3-640-81106-9.
- Wood, Ralph C. The Gospel According to Tolkien: Visions of the Kingdom in Middle-earth. — Louisville: John Knox Press, 2003. — ISBN 978-0-664-22610-7.